# Göran von Bonsdorff
Göran Edvard von Bonsdorff, född 18 mars 1918 i Helsingfors, död där 18 oktober 2009, var en finländsk statsvetare.
von Bonsdorff blev politices doktor 1950. Han utnämndes 1952 till biträdande professor i allmän statslära vid Helsingfors universitet; var 1968–1976 extra ordinarie och 1976–1981 ordinarie professor i samma ämne. Som forskare rörde han sig över ett vidsträckt fält och behandlade allt från internationella samarbetsfrågor till finländska partiförhållanden och idéanalys. Bland hans arbeten märks Självstyrelsetanken i finlandssvensk politik åren 1917–1923 (1950), Studier rörande den moderna liberalismen i de nordiska länderna (1954) och Världspolitik i teknikens tidsålder (1961). Han redigerade fredsaktivisten Felix Iversens artiklar som utgavs med titeln Vad är fred? artiklar 1925–1968 (1991) och bar därtill huvudansvaret som författare av Svenska folkpartiets historia: av de fem publicerade volymerna 1956–1997 skrev han två på egen hand och två tillsammans med en annan författare.
Efter kriget engagerade sig von Bonsdorff i fredsrörelsen och Samfundet Finland-Sovjetunionen, där han var ordförande 1961–1974. Åren 1979–1988 och 1992–1993 var han ordförande i Finlands fredsförbund. Han hörde 1972 till dem som av principiella skäl motsatte sig Urho Kekkonens återval till republikens president genom en undantagslag. Han publicerade tre memoarvolymer, Av den blir det ingenting (1986), Sällsynt omilitärisk typ (1988) och Ung man efter kriget (2002).

## Utmärkelser
- Kommendörstecknet av Finlands Lejons orden[3]
- Riddartecknet av I klass av Finlands Vita Ros’ orden[3]

[Redigera Wikidata]